# Tholodus
Tholodus es un género extinto representado por una única especie de ictiopterigio basal, que vivió en el Triásico Medio (mediados del Anisiense a fines del Ladiniense) en lo que hoy es Europa, particularmente en Alemania, el noroeste de Italia y posiblemente China. Fue nombrado originalmente por Christian Erich Hermann von Meyer en 1851 y la especie tipo es Tholodus schmidi. Es conocido a partir de muchos restos fragmentarios y desarticulados, en su mayor parte dientes y piezas de la mandíbula. Muchos de los especímenes fueron recolectados de varias localidades a través de las facies de Muschelkalk del Ladiniense de Alemania, principalmente de la Formación Jena de la zona superior del Muschelkalk Inferior, en donde se encontró al holotipo. Dalla Vecchia (2004) describió dos especímenes adicionales, un ramo mandibular y un maxilar, ambos con dientes y casi sin aplastamiento, y algunos restos del postcráneo, de un único afloramiento de finales del Anisiense, en el sur de los Alpes en Italia. El húmero se parece al de los individuos inmaduros del género asiático Chaohusaurus, lo que sugiere posubles afinidades con los Grippidia.

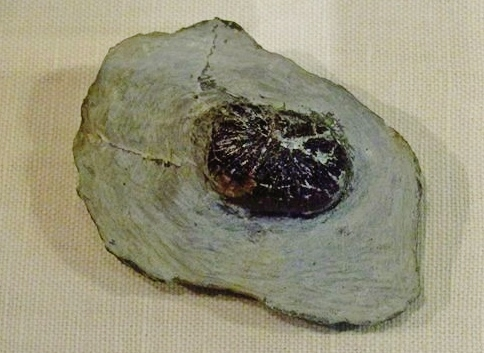
Diente.

Jiang et al. (2008) describieron y nombraron a Xinminosaurus de la Formación Guanling en Guizhou, China, datando de mediados a finales del Anisiense. Maisch (2010) sugirió que Xinminosaurus podría ser un sinónimo más moderno subjetivo de Tholodus. Aunque Jiang et al. (2008) consideraron a Tholodus como un posible nomen dubium, Maisch (2010) rechazó esta opinión, estableciendo que Tholodus es fácilmente reconocido y caracterizado por autapomorfias dentales inequívocas, por lo que incluso los fragmentos dentales y de mandíbula son diagnósticos, y por lo tanto es un taxón válido. Más aún, él señaló que Tholodus es claramente distinguible de todos los otros reptiles marinos conocidos con excepción de Xinminosaurus. La única diferencia entre ambos taxones, de acuerdo con Maisch (2010), es que los especímenes de Tholodus son en promedio el doble de grandes que el holotipo de Xinminosaurus.